# Leica M Monochrom

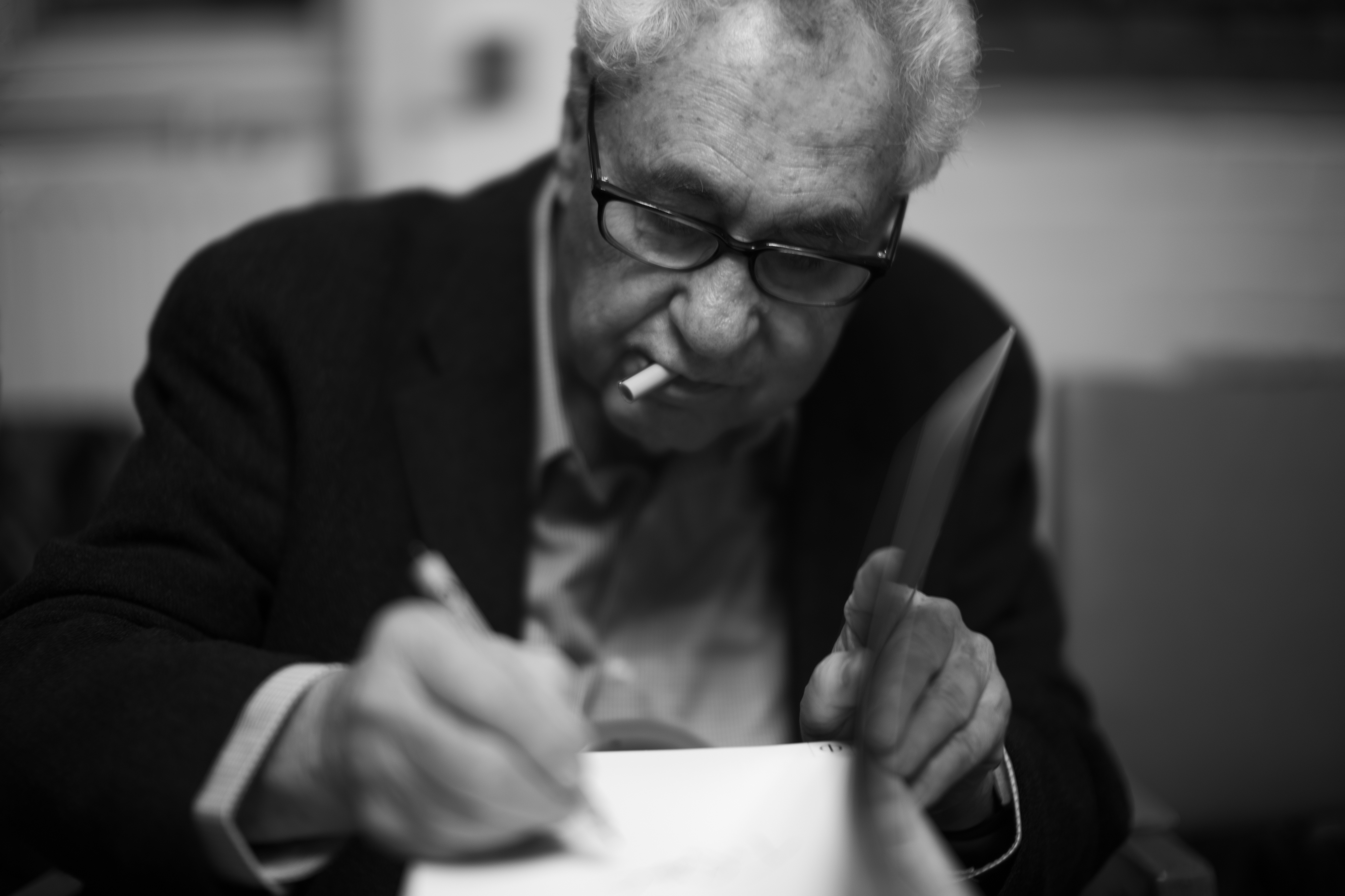
Elliott Erwitt podepisuje svou knihu, objektiv 50 mm, ISO 320

Leica M Monochrom je digitální fotoaparát ze série dálkoměrných aparátů společnosti Leica Camera AG řady M vybavený monochromatickým obrazovým senzorem. Fotoaparát byl na trh uveden 10. května 2012 a je prvním full-frame digitálním černobílým aparátem.

## Popis
Leica uvádí, že aparát poskytuje 100% ostřejší obraz než monochromatické snímky pořízené fotoaparátem s barevným senzorem (při srovnatelném počtu megapixelů). Aparát je schopen měnit zachycený obraz třemi tónovacími efekty (tzv. sépie, studená a selenium).
Dosažení ostrosti je vzhledem k absenci barevného filtru (color filter array, CFA, například Bayerova maska), čímž se zabrání procesu zvanému demosaicing tím, že čip zachytí skutečnou hodnotu jasu každé fotocitlivé buňky. Odstranění barevného filtru také znamená, že se nefiltruje příchozí světlo, takže senzor je na světlo mnohem citlivější. To vysvětluje také vysoké přirozené ISO 320.

## Fotografové
- Jacob Aue Sobol své dílo vystavil pod názvem Příjezdy a odjezdy / Moskva - Ulánbátar - Peking v prostorách pražské Leica Gallery.

## Galerie

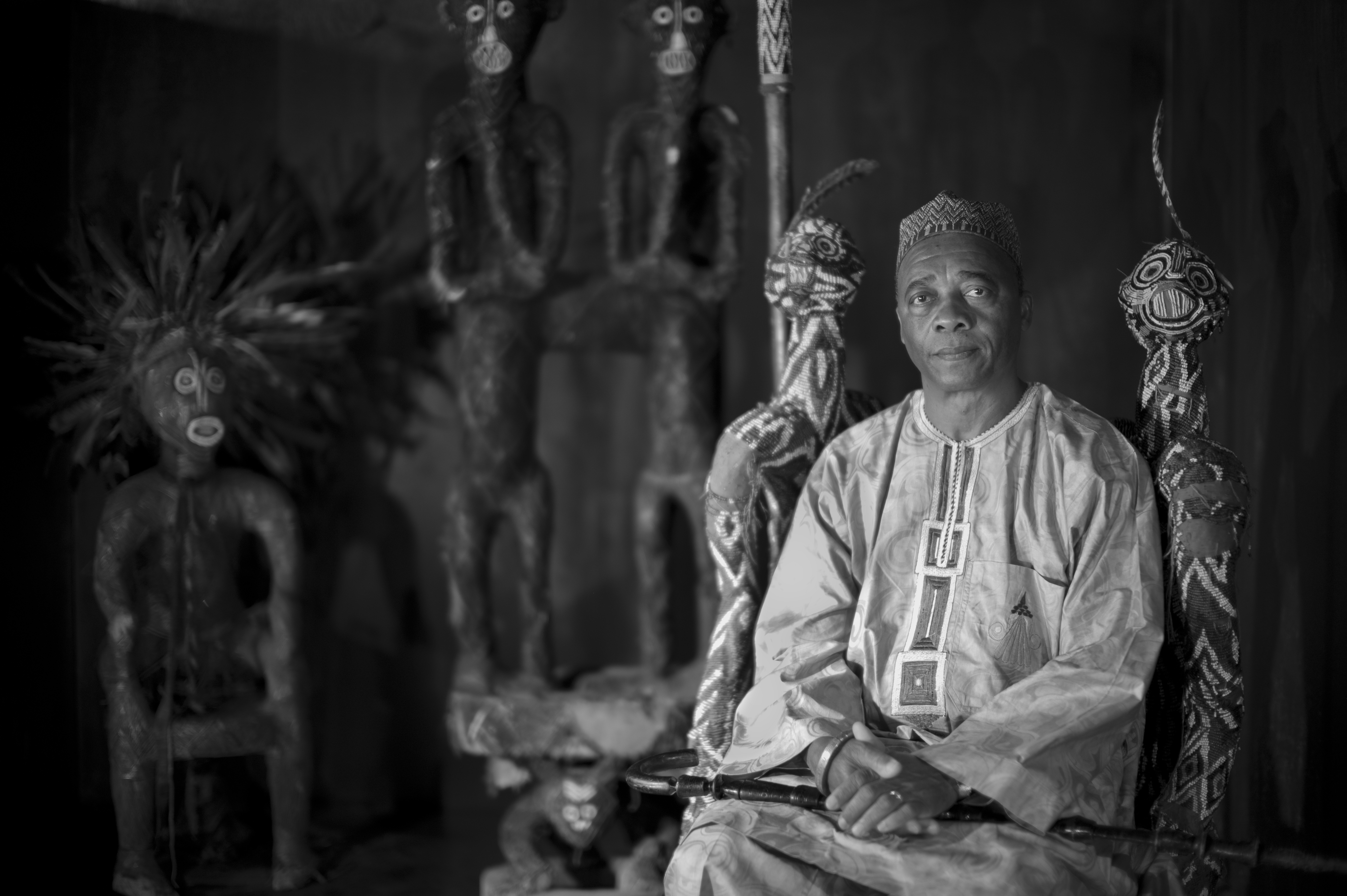
objektiv: Leica M Noctilux 50mm, 0.95, 1/6 s, ISO 400
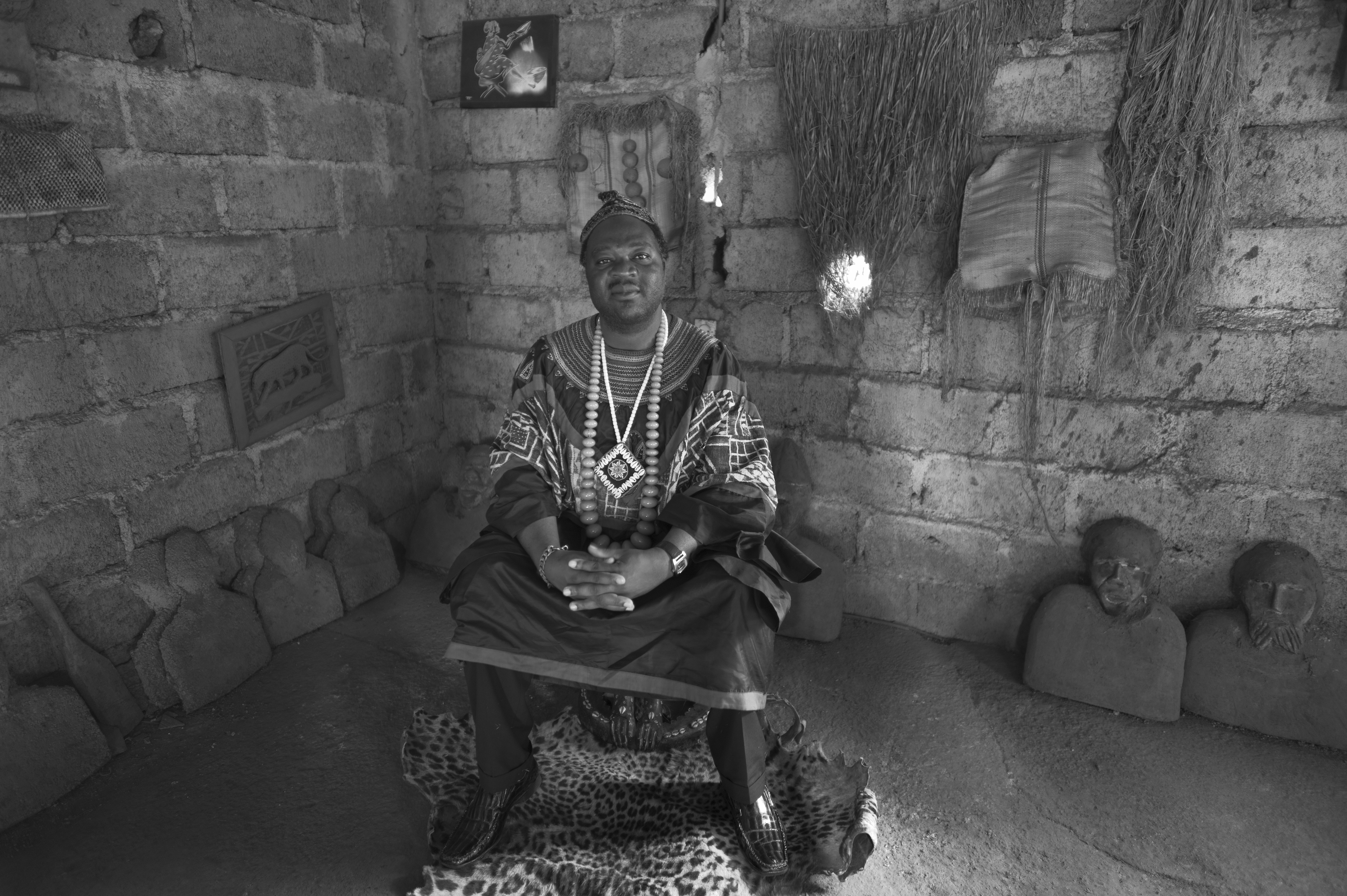
objektiv: Leica M Summilux 21mm, 1.4, 1/2s, ISO 400
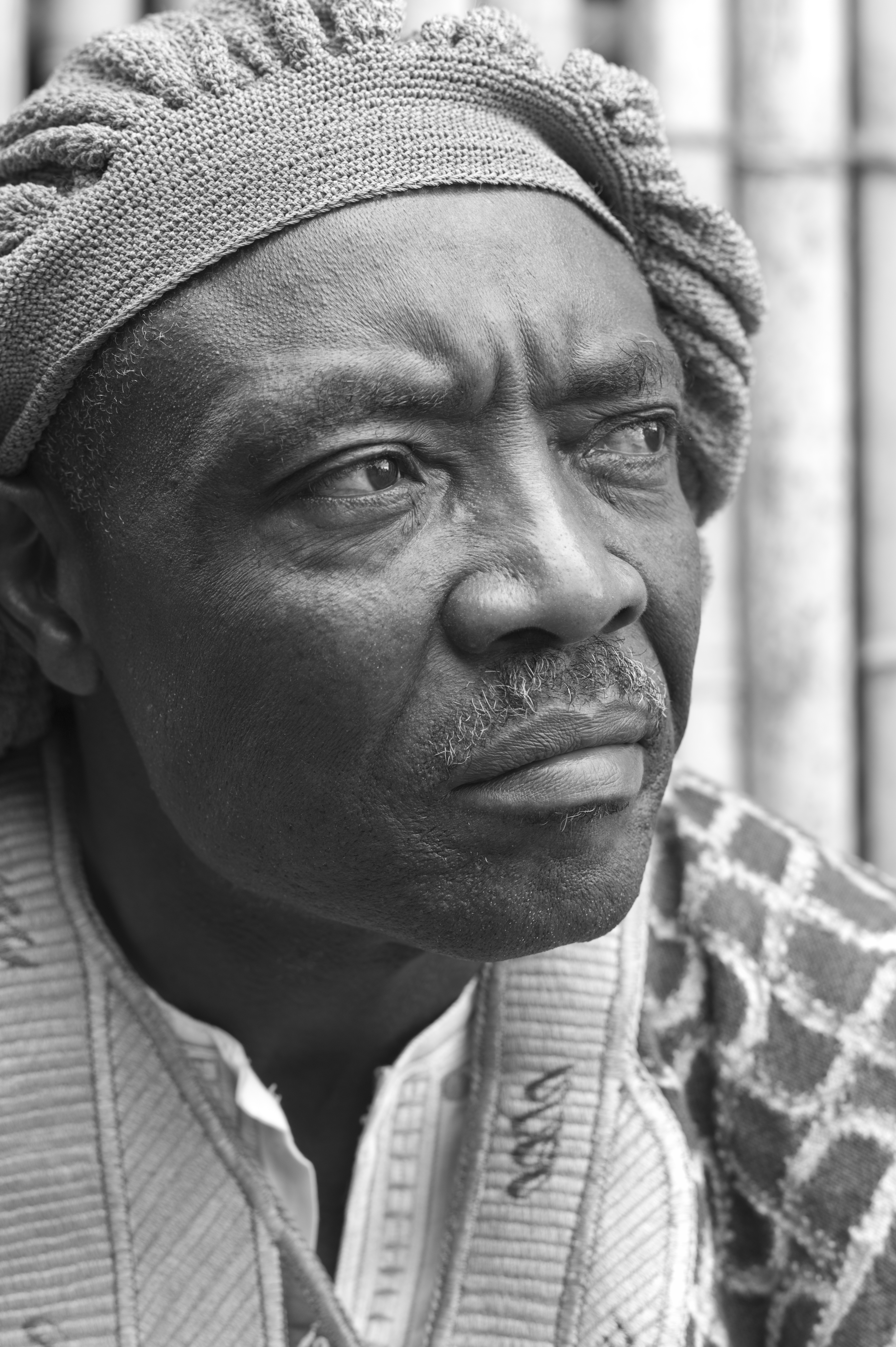
objektiv: Leica M Noctilux 50mm, 0.95, ISO 400
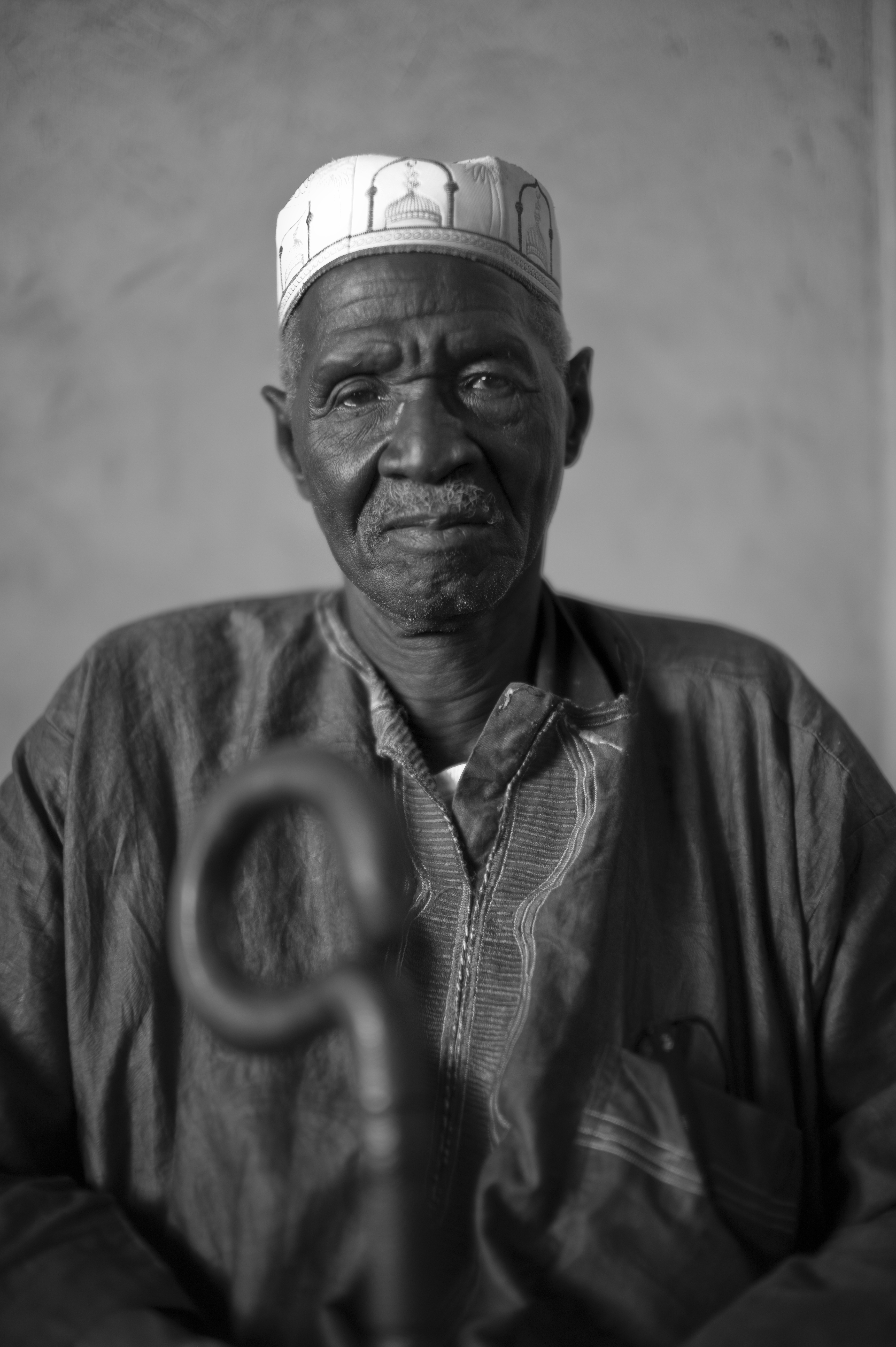
objektiv: Leica M Noctilux 50mm, f0.95, ISO 320
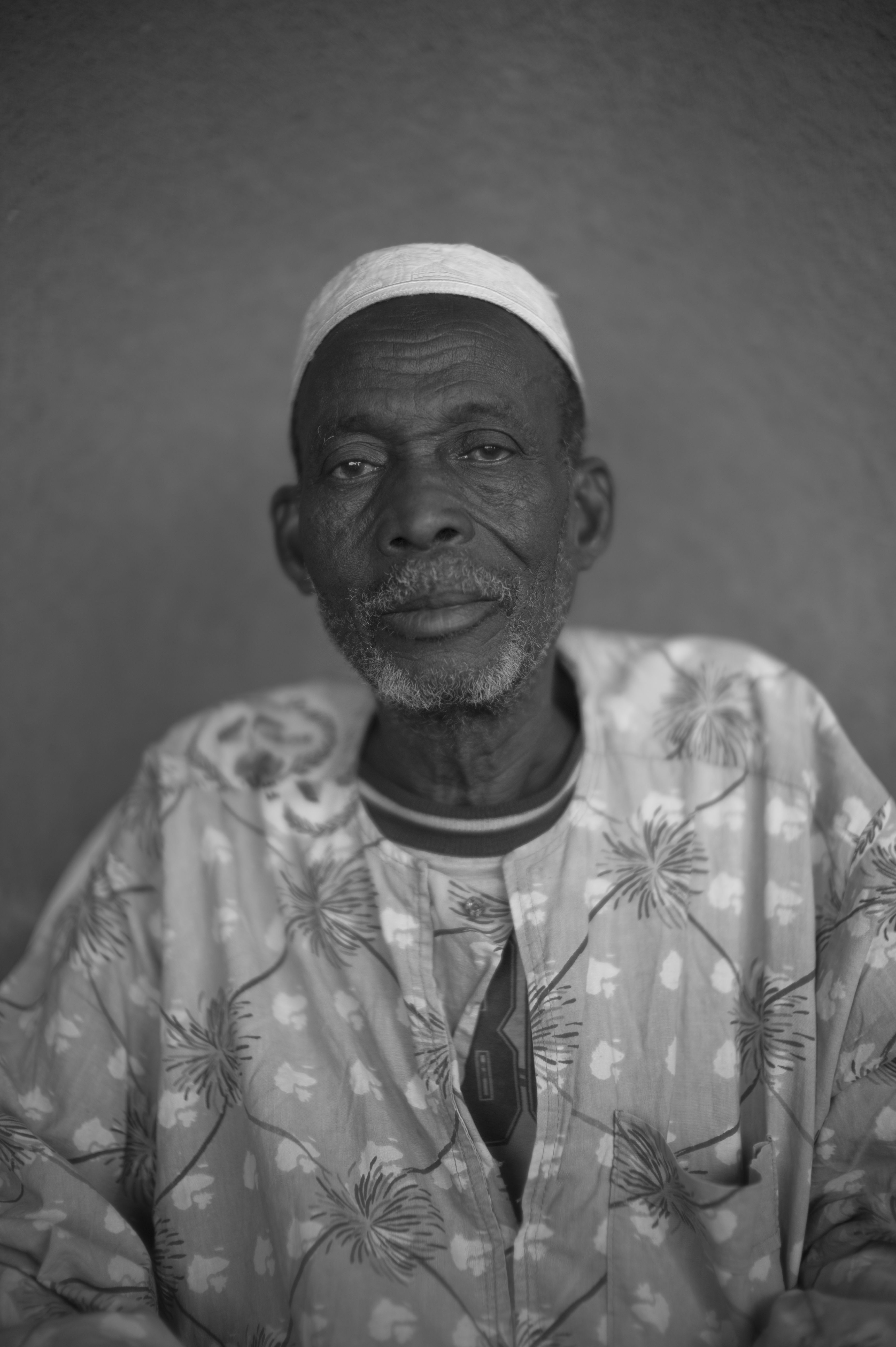
objektiv: Leica M Noctilux 50mm, 0.95, ISO 320
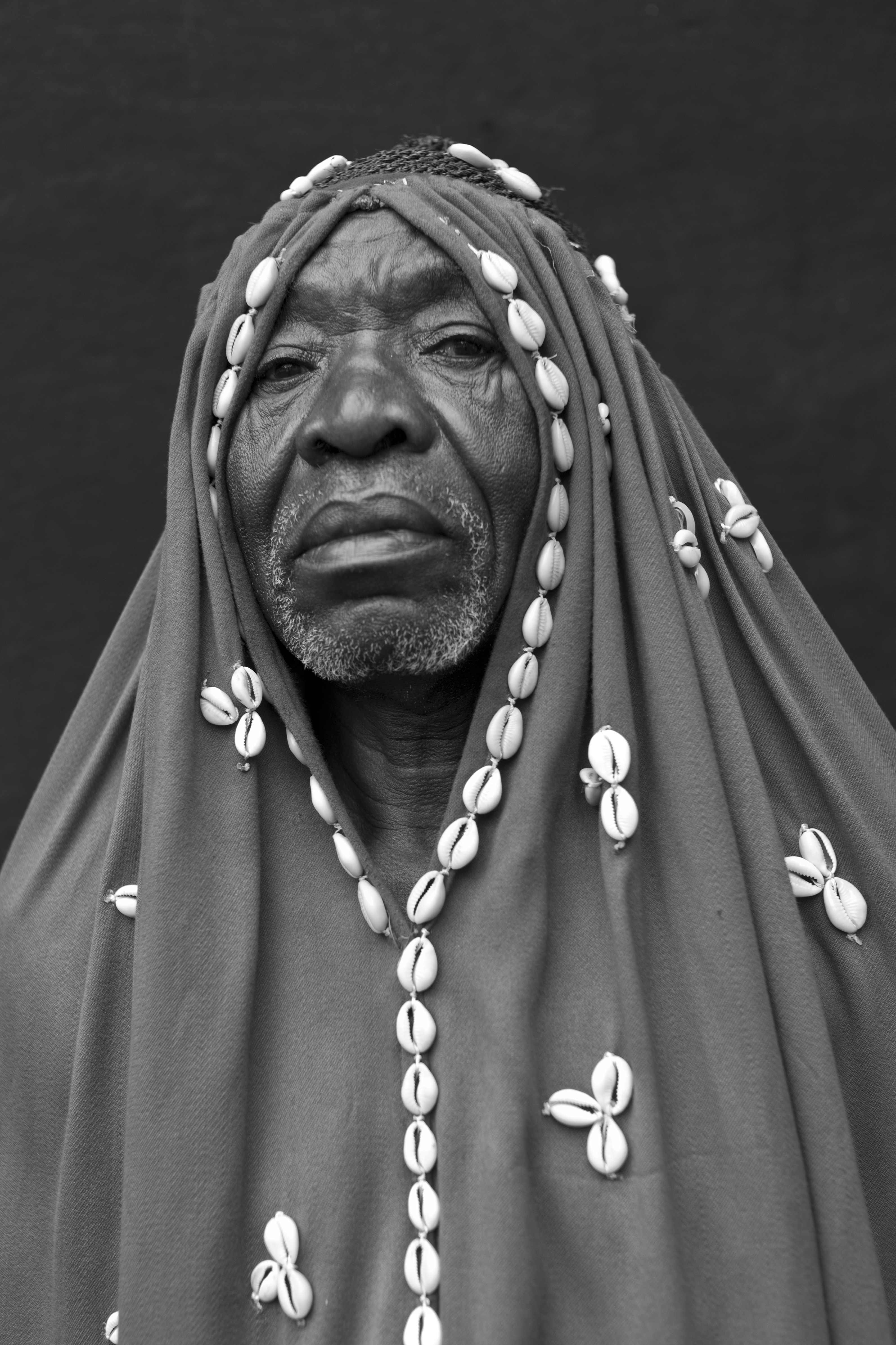
objektiv: Leica M Noctilux 50mm, 0.95, ISO 400
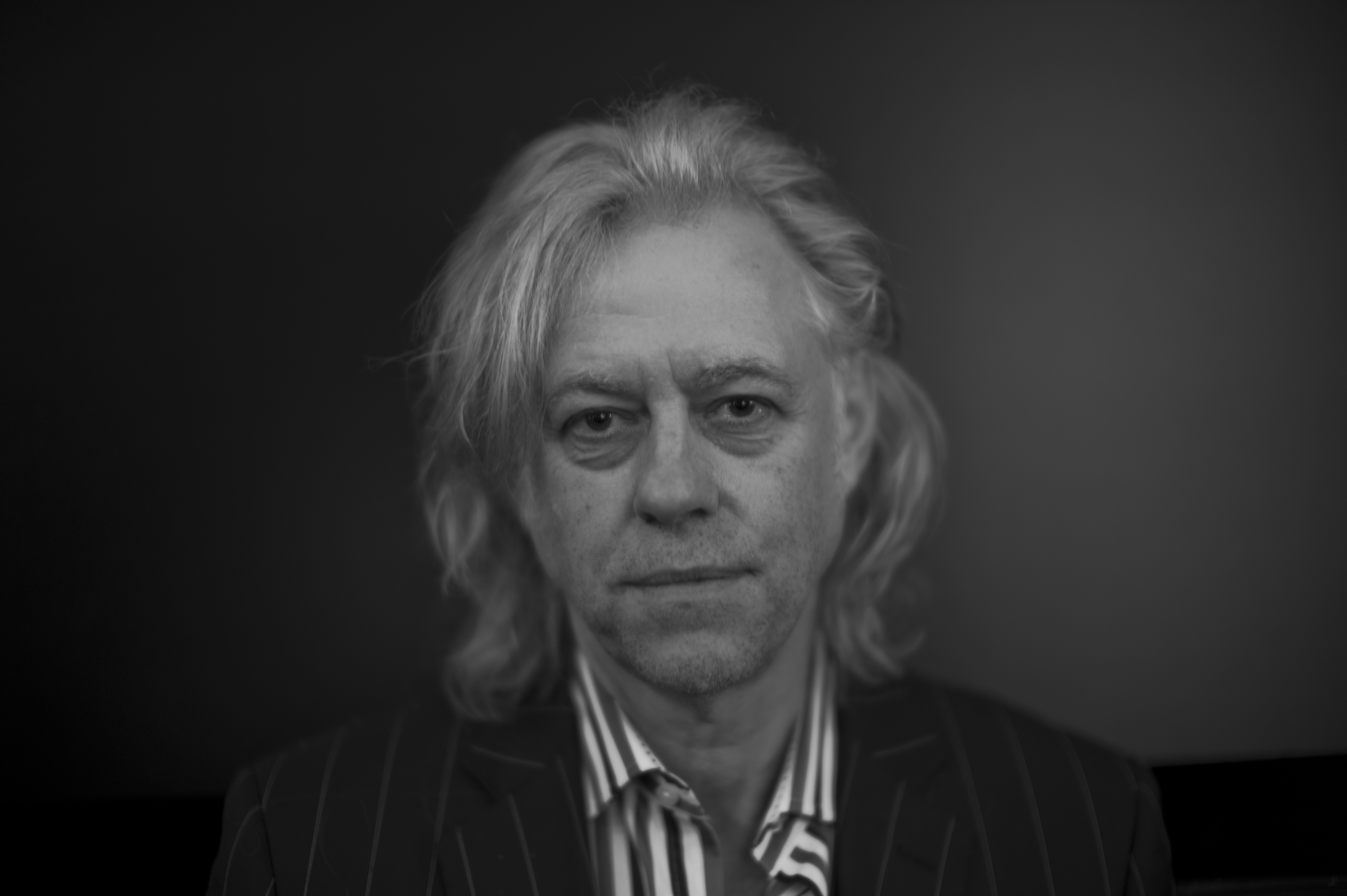
objektiv: Noctilux 50mm, 0.95, 1/8 s, ISO 500